# L-Mag
L-Mag ist eine Zeitschrift, die sich an die Zielgruppe der lesbischen Frauen richtet. Das deutschsprachige Printmagazin für Lesben erscheint in Deutschland, Österreich, Schweiz und Luxemburg im zweimonatlichen Rhythmus mit einer Druckauflage von 15.000 Exemplaren. L-Mag ist heute an über 2.000 Verkaufsstellen (wie Bahnhofsbuchhandlungen, ausgewählte Zeitschriftenläden und community-nahen L-Spots) erhältlich und kann im Abonnement bezogen werden, sowie als E-Paper.
Die Zeitschrift wird vom Verlag Special Media SDL herausgegeben, der auch Berlins auflagenstärkstes queeres Stadtmagazin Siegessäule verlegt. Chefredakteurin und Mitbegründerin war von Anfang an Manuela Kay (bis 2020, danach wechselnd).

## Geschichte
L-MAG geht auf die Idee des Verlegers Reiner Jackwerth zurück. Dieser fragte 2002 die damalige Chefredakteurin von SIEGESSÄULE, Manuela Kay: „Was lesen eigentlich Lesben, die nicht in Berlin wohnen?“ Und forderte sie daraufhin auf: „Frau Kay, denken Sie sich doch mal was aus.“ Zur CSD-Saison 2003 wurden die ersten 40.000 Exemplare mit dem Titel: „Was Lesben wirklich wollen“ auf den CSD Hamburg, Berlin, Köln, München, Frankfurt a. M. und Stuttgart verteilt. „Und dann machten wir im Sommer 2003 die unfassbare Tour an sechs Wochenenden hintereinander zu sechs deutschen CSDs zwischen Hamburg und München“, berichtet Chefredakteurin Manuela Kay rückblickend, „Ganz dicht an der künftigen Leserin, die damals noch eine skeptische CSD-Besucherin war und uns nicht ganz über den Weg traute: Ein Magazin für Lesben? Das schien für viele neu und unseriös.“ Prominente Interviewpartnerinnen der ersten Ausgabe waren Ulrike Folkers, Katharina Franck, Tegan & Sara und Pornostar Dolly Buster im „Unvermuteten Interview“.
Anfänglich erschien L-MAG im Jackwerth Verlag als kostenloses vierteljährliches Magazin im A5-Format, parallel zur bundesweit damals noch erscheinenden Lespress, die es im Gegensatz zu L-MAG nie im üblichen Zeitschriftenhandel gab.
Das L-MAG wurde in der ersten Zeit vom Siegessäule-Team erstellt.
Ab Januar 2005 ging L-MAG mit 30.000 Exemplaren im Pocket-Format und mit dem Spruch „Lesben küssen besser“ in den Verkauf. Seitdem erscheint das Magazin zweimonatlich und kostete anfänglich 2,90 Euro. Damit war, seitdem 1933 Die Freundin verboten wurde, erstmals wieder ein lesbisches Heft im Zeitschriftenhandel erhältlich.
Nach einem Jahr im Pocket-Format wechselte L-MAG 2006 zum A4-Format. Zu diesem Zeitpunkt gab es bereits über 3.000 Abonnentinnen.
Anfang 2008 gab DFB-Präsident Theo Zwanziger L-MAG als erstem Medium überhaupt ein Interview zum Thema Homosexualität und Profifußball. Gudrun Fertig führte das Interview.
2009 erfolgte ein kompletter Relaunch des Layouts. Das Resultat war unter anderem ein neues Logo, das bis heute Bestand hat.
Nach Auflösung des Jackwerth Verlags, bedingt durch den beruflichen Rückzug des Verlegers Reiner Jackwerth, wurde L-Mag im Mai 2012 mit Teilen des ehemaligen Medienbestand des Verlags in den eigens neu gegründeten Verlag Special Media SDL übernommen, bei dem L-MAG-Chefredakteurin Manuela Kay sowie Gudrun Fertig, bis dato Chefredakteurin der Online-Präsenzen des Verlags, als geschäftsführende Gesellschafterinnen auftreten.

## Print

Cover der Mai/Juni-Ausgabe 2024 zur Europawahl.

L-MAG ist die erste Zeitschrift für Lesben nach der Zeit des Nationalsozialismus, die regulär im Zeitschriftenhandel zu erwerben ist. L-MAG sieht sich als journalistisch gemachtes Magazin in der Tradition der Lesbenzeitschriften der 1920er Jahre in Deutschland wie Die Freundin und Garconne. International steht L-MAG in einer Reihe mit Curve aus den USA und DIVA aus Großbritannien.
Der Fokus von L-MAG im Printbereich liegt in der Darstellung verschiedener Lebenswelten lesbischer Frauen und einem selbstverständlichen und selbstbewussten Umgang mit dem Thema Lesbischsein. L-MAG setzt der praktisch nicht vorhandenen medialen und gesellschaftlichen Präsenz lesbischer Frauen deren Sichtbarkeit und gesellschaftliche Partizipation entgegen. Dabei wird bewusst auf typische Frauenmagazins-Themen wie Mode und Diäten verzichtet. Stattdessen werden starke, erfolgreiche lesbische Frauen porträtiert und lesbische Kultur national und international vorgestellt.
Dem Gefühl vieler Lesben, mehr oder weniger allein auf der Welt zu sein, setzt L-MAG mit vielen Porträts, Gesprächen, Fotos und News die Vielfältigkeit und Allgegenwärtigkeit von Lesben entgegen. Der Wunsch nach eindeutigen lesbischen Role Models, Vorbildern und Pionierinnen findet in L-MAG in Form von Porträts und Interview sowie vielen Fotostrecken statt.
Unter anderem interviewte und porträtierte L-MAG so bekannte und vorbildhafte Lesben wie: Model und Schauspielerin Ruby Rose, Rockstar Melissa Etheridge, Sängerin k.d. lang, Frontfrau der Band Skunk Anansie Skin, die Darstellerinnen und Macherinnen der Serie The L Word, die beiden Darstellerinnen der Figur Lisbeth Salander: Rooney Mara und Noomi Rapace, Fußballerinnen wie Nadine Angerer, Nilla Fischer oder Ramona Bachmann, TV-Moderatorinnen Bettina Böttinger und Dunja Hayali, Feministin Laurie Penny, Supermodel Jenny Shimizu, Popstar Beth Ditto, Schauspielerinnen Ulrike Folkerts und Maren Kroymann, diverse Politikerinnen oder so unerwartete nicht lesbische Interviewpartner wie: Dolly Buster, Wolfgang Petry oder „Bond-Girl“ Lea Seydoux.
Ständige Rubriken des Printhefts sind internationale Reportagen über Lesben in aller Welt, Politik, Sex, Klatsch, Horoskop, Musik, Sport, Film, Buch, sowie in jedem Heft ein anderes Schwerpunktthema wie zum Beispiel: Familie, Social Media, Freiheit, Freundschaft, Romantik, Europa, Kunst, Bisexualität.

## Online
L-Mag verfügt von Anfang an über eine umfangreiche Online-Präsenz mit News und zusätzlichen lesbenbezogenen Service-Angeboten, wie „L-Dating“, „L-Termine“ und der festen Rubrik „KWord“ mit lesbischen Klatsch. Im September 2009 ging eine neue L-MAG Webseite als lesbisches Internetportal an den Start. Seit Juni 2016 verfügt die Webseite auch eine mobile Version. Mit über 120.000 Page-Impressions im Monat (122.164 November 2015 nach IVW).

## Aktionen und Kampagnen
- Zum Verkaufsstart 2005 gab es passend zum Cover die Kampagne „Lesben küssen besser“. Damit sollte ein Zeichen für lesbische Sichtbarkeit gesetzt und für ein souveränes Auftreten von Lesben aufgerufen werden.[13]
- Seit Januar/Februar 2005 gibt es im Heft die „L-Kampagne“ mit dem Slogan „L wie offen lesbisch“. Die Kampagne besteht aus einem Foto für das sich bekannte Persönlichkeiten in jedem Heft mit einer Hand zu einem L geformt abbilden lassen, um offen, selbstbewusst oder solidarisch für lesbische Sichtbarkeit einzustehen. Die ersten  waren Schauspielerin Maren Kroymann mit ihrer damaligen Freundin Claudia Müller.[14] Mittlerweile haben unter anderem Größen wie Musikerinnen Melissa Etheridge,[15] Beth Dito,[16] Heather Peace,[17] Peaches,[18] Amanda Palmer,[19] Philosophin Judith Buttler,[20] die Bands Betty,[21] Rosenstolz,[22] Comedians Georg Uecker[23] und Olivia Jones,[23] Dirk Bach,[24] Schauspielerinnen Jasmin Tabatabai[25] und Romy Haag,[26] TV-Moderatorin Bettina Böttinger[27] und Fußballerin Nilla Fischer[28] für lesbische Sichtbarkeit posiert. Innerhalb der LGBT-Community ist die Geste mittlerweile ein etabliertes und beliebtes Zeichen.
- Ab Mai/Juni 2005 kämpfte L-MAG dafür, dass die erfolgreiche Lesben-TV-Serie The L-Word, nachdem sie bereits in 17 Ländern zu empfangen war, auch im deutschen Fernsehen ausgestrahlt werden sollte. Dafür ließen sich sechs Mitarbeiterinnen und Mitarbeiter des Verlages mit dem Spruch „L-MAG will the L-Word“, nach einem Plakatmotiv der Serie, nackt ablichten. Mit diesem Motiv wurden Postkarten verteilt und die Leserinnen aufgefordert diese unterschrieben als Aufforderung an Pro7 an die Redaktion zu schicken. Insgesamt 2.000 Postkarten mit dem Motiv und E-Mails wurden schließlich in München an Pro7 übergeben. Gleichzeitig verkündete der Sender, die Rechte an The L-Word gekauft zu haben.[29] Ab 30. Mai 2006 lief die Serie auf Pro7.
- 2008 startet L-MAG zur CSD-Saison die Kampagne „Deutschland wird lesbisch“. Verteilt wurden auf fast allen CSDs die Aufkleber „Deutschland wird lesbisch“. Leserinnen wurden dazu aufgerufen sich mit Aufkleber und der L-Geste (wie die „L-Kampagne“) zu fotografieren.[30][31]
- 2012 bis 2013 sammelte L-MAG Spenden für die ugandische Lesbenorganisation FARUG (Freedom and Roam Uganda). Unter dem Motto „Marching for those who can't“ wurde ab November 2012 ein Charity-Shirt von dem deutschen Öko-Label Cantana  erstellt. Das Motiv des Shirts war der Umriss einer Frau, die ein L mit der Hand formt. Vom Verkaufspreis von 15 Euro gingen 5 Euro Spende an FARUG.[32] Insgesamt 1.500 Euro kamen mit der Kampagne für FARUG zusammen. Zusätzlich kamen 600 Euro Spenden für die serbische Lesbenorganisation Labris zusammen.[33]
- Im April 2016 trat L-MAG gemeinsam mit dem ebenfalls im Verlag Special Media SDL erscheinenden queeren Berliner Stadtmagazin SIEGESSÄULE der Berliner Initiative „Berlin braucht uns! Keine Stimme den Blauen und Braunen“ bei. Die von der BAH (Berliner Aidshilfe) initiierte Kampagne ist ein Zusammenschluss von queeren Initiativen, Medien, Institutionen und Selbsthilfegruppen. Unter dem Motto „Arsch hoch! Du hast die Wahl.“ bezog das Bündnis aktiv Stellung gegen die Parteien AfD und NPD.[34][35]

## Veranstaltungen
- Von 2007 bis 2012 veranstaltet L-MAG in Kooperation mit dem schwul-lesbischen Filmverleih Edition Salzgeber und der Kinokette Cinemaxx die „L-Filmnacht“, bei der einmal im Monat lesbische Filme in den Cinemaxx Kinos, anfangs in fünf und bis zu 20 Städten, gezeigt wurden.[36][37]
- Im März 2015 organisierte L-MAG gemeinsam mit SIEGESSÄULE die Podiumsdiskussion „Die unsichtbare Lesbe – Über das Verschwinden einer Identität“ mit anschließender Party Precious Pearls und der „Kampflesben-Lounge“ im Berliner SchwuZ.[38] Im September 2016 gab es eine Folgeveranstaltung Dyke* Out – good news for bad grrrlz* mit der Podiumsdiskussion „Gute Lesbe – Böse Lesbe“.[39]

## Auszeichnungen
2010 wurde die Titelstrecke der Ausgabe Mai/Juni 2009 zur Europawahl „Paradies Europa?“ mit dem Journalisten-Preis des Europäischen Parlaments in der Kategorie „print“ ausgezeichnet.

## Gesellschaftliches Engagement
Zum 10-jährigen Jubiläum initiierte und organisierte L-MAG 2013 den Dyke* March Berlin. Unter dem Motto für „Lesbische Sichtbarkeit und Lebensfreude“ ziehen seitdem am Vorabend des CSD Lesben durch die Straßen Berlins. Damit löste L-MAG eine neue Bewegung für lesbische Sichtbarkeit in Deutschland aus, es folgten Köln (2015), Hamburg (2016) und Heidelberg (2017) mit einem eigenen Dyke March.

## Sonstiges
Zur Ausstellung „Homosexualität_en“ (2015) wurden einige frühe Ausgaben von L-MAG unter dem Titel „Gegenöffentlichkeit“ im DHM (Deutschen Historischen Museum) ausgestellt.